# Bonosus von Trier

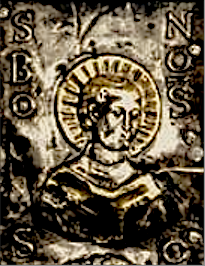
Bonosus of Trier

Bonosus, auch Bonosius, († um 373) war Bischof von Trier.
Nach der Verbannung des Bischofs Paulinus nach Phrygien wurde eine Bischofswahl angesetzt. Bei dieser Wahl wurde Bonosus zum Bischof von Trier erwählt, der sich jedoch weigerte, das Amt anzutreten.
Dies dürfte daran gelegen haben, dass Bonosus der Überzeugung war, dass der sich im Exil befindende Paulinus noch immer der rechtmäßige Bischof von Trier sei und er deshalb dieses Amt nicht antreten könne. Der Kaiser war hierüber nun so erbost, dass er Bonosus ins Gefängnis sperren ließ. Erst nach dem Tode des Paulinus 358 (oder spätestens 361, also nach dem Tod des Kaisers) trat Bonosus das Amt als Bischof von Trier an. Er soll sich im Kampf gegen den Arianismus hervorgetan haben.
Seine Grabstätte befand sich zeitweise im Kloster St. Symphorian. Sie befindet sich heute in der Basilika St. Paulin in Trier.
Im Bistum Trier wird Bonosus als Heiliger verehrt. Sein Gedenktag ist der 17. Februar.